# Nyctonympha taeniata
Nyctonympha taeniata är en skalbaggsart som beskrevs av Martins och Maria Helena M. Galileo 1992. Nyctonympha taeniata ingår i släktet Nyctonympha och familjen långhorningar. Inga underarter finns listade i Catalogue of Life.